# Jardín Botánico Wittunga
El Jardín Botánico Wittunga o en inglés: Wittunga Botanic Garden, es un jardín botánico público de 14 hectáreas, de administrado por el Jardín Botánico de Adelaida, que está localizado en Adelaida, Australia. 
Es miembro del BGCI, y presenta trabajos para la Agenda Internacional para la Conservación en los Jardines Botánicos, su código de identificación internacional como institución botánica, así como las siglas de su herbario es AD.

## Localización
Se ubica en Shepherds Hill Road, en el barrio de Blackwood, en las colinas de Adelaida.
Wittunga Botanic Garden-Adelaide Botanic Garden North Terrace GPO Box 1047, Adelaida, SA 5001 South Australia-Australia Meridional, Australia.
Planos y vistas satelitales.35°1′24.6″S 138°36′35.64″E / -35.023500, 138.6099000
Está abierto al público a lo largo de todo el año.
Junto con el "Mt Lofty Botanic Garden" es uno de los dos jardines botánicos satelitales pertenecientes al "Adelaide Botanic Garden".

## Historia
Establecido por Edwin Ashby en 1901 en sus inicios como un típico jardín inglés.
Su aspecto ha cambiado a lo largo de los años gracias a los esfuerzos del hijo de Edwin, Arthur Keith Ashby al incluir plantas nativas de Australia y de Sudáfrica, con una gran muestra de plantas ahorradoras de agua.
En 1965 Keith el hijo de Edwin Ashby, donó Wittunga al estado, y este lo puso bajo administración del Jardín Botánico de Adelaida.
El Jardín Botánico Wittunga fue abierto al público en 1975.

## Colecciones botánicas
El mejor periodo de visita del jardín botánico Wittunga es primavera, cuando hay un despliegue espectacular de floraciones sobre todo en sus ricas colecciones de Erica, Leucadendron, y Protea, complementado por las exhibiciones de bulbos exóticos e inusuales y coloridas plantas anuales de temporada. La mayoría de las plantas surafricanas en el jardín viene de la provincia del Cabo del distrito que tiene un clima similar al de Adelaida. 
La colección de flora australiana está enfocada en plantas procedentes de la Península de Fleurieu y de Isla Canguro, de Australia Meridional e incluye una buena colección de eucaliptos 
Sendas de paseo a través de la terraza y los jardines de Sandplain dan a los visitantes la oportunidad de ver las diferentes colecciones. Numerosos y diversos pájaros pueden ser vistos atraídos por las buenas fuentes de néctar producidas por las flores de las plantas de la colección. 